# Anxiety (Doechii)
Anxiety è un singolo della rapper statunitense Doechii, pubblicato il 4 marzo 2025 come primo estratto dall'edizione estesa del terzo mixtape Alligator Bites Never Heal.
È stato riconosciuto con l'American Music Award alla canzone dei social dell'anno.

## Antefatti e descrizione
La canzone, scritta a quattro mani e prodotta dalla stessa artista, è stata registrata nel novembre 2019, poco prima dello scoppio della pandemia di COVID-19, e si basa su un campionamento di Somebody That I Used to Know (2011) di Gotye, quest'ultimo accreditato anche come autore del brano assieme a Luiz Bonfá.
Anxiety, che «parla di un male invisibile» legato all'ansia, uno stato d'animo che l'interprete «non è in grado di controllare», è stata diffusa originariamente come parte di una sessione Coven Music tramite il suo canale YouTube, e in seguito campionata a sua volta da Sleepy Hallow nella traccia omonima tratta dal suo album in studio Boy Meets World (2023), in cui la stessa Doechii figura come artista ospite. È inoltre presente un riferimento alla Russia.
La campagna promozionale a supporto del brano è stata curata dall'Universal attraverso il sito web Anxiety Is Watching Me, in cui qualunque persona da qualunque parte del mondo può rispondere alla domanda: «cosa ti ha aiutato a superare l'ansia?», indicando anche lo stato di provenienza.

## Accoglienza
Mackenzie Cummings-Grady, in una recensione per Billboard, ha definito Anxiety una delle canzoni pop più avventurose dell'anno, lodando il carisma di Doechii.

## Video musicale
Un visualizer a supporto del brano è stato reso disponibile in concomitanza con la sua uscita attraverso il canale YouTube dell'artista. Il 18 aprile seguente ne è stato diffuso il video definitivo, diretto da James Mackel.

## Tracce
Testi e musiche di Jaylah Hickmon, Luiz Floriano Bonfá e Wouter De Backer, eccetto dove indicato.
1. Anxiety – 4:09
2. Denial Is a River – 2:39 (Jaylah Hickmon, Joey Hamhock, James Ian Anderson)

## Formazione
- Doechii – voce, produzione
- Nicolas de Porcel – mastering
- Jayda Love – ingegneria del suono, missaggio

## Successo commerciale
Anxiety ha esordito al 4º posto della Official Singles Chart con 28 619 unità, segnando il suo miglior debutto nella classifica e la sua seconda entrata in top ten dopo Denial Is a River. È poi arrivato sul podio della hit parade dopo aver accumulato nel corso della settimana 38 867 vendite.
Ha accumulato 5,3 milioni di stream e 2 000 copie digitali vendute nel periodo compreso tra il 28 febbraio e il 5 marzo 2025, comparendo al 3º posto della Bubbling Under Hot 100 di Billboard. Sempre secondo Luminate Data sono stati rilevati 11,2 milioni di ascolti del brano nei tre giorni successivi. Ha raggiunto la top ten nella pubblicazione del 29 marzo, con 21,4 milioni di riproduzioni in streaming, 11 000 download venduti e un'audience radiofonica pari a 4,8 milioni. Nel mese di maggio ha raggiunto la 9ª posizione della classifica statunitense di Billboard. Ha dopodiché conquistato la cima della Radio Songs con un'audience pari a 65 milioni.

## Classifiche
| Classifica (2025) | Posizione massima |
| ----------------- | ----------------- |
| Australia         | 1                 |
| Austria           | 3                 |
| Belgio (Fiandre)  | 5                 |
| Belgio (Vallonia) | 5                 |
| Bielorussia       | 21                |
| Brasile           | 50                |
| Bulgaria          | 1                 |
| Canada            | 13                |
| Corea del Sud     | 175               |
| Danimarca         | 9                 |
| Estonia           | 1                 |
| Francia           | 6                 |
| Germania          | 4                 |
| Giamaica          | 8                 |
| Grecia            | 1                 |
| Irlanda           | 4                 |
| Islanda           | 21                |
| Israele           | 33                |
| Italia            | 16                |
| Kazakistan        | 12                |
| Lettonia          | 1                 |
| Libano            | 5                 |
| Lituania          | 4                 |
| Lussemburgo       | 2                 |
| Moldavia          | 100               |
| Nigeria           | 53                |
| Norvegia          | 5                 |
| Nuova Zelanda     | 1                 |
| Paesi Bassi       | 10                |
| Polonia           | 5                 |
| Portogallo        | 21                |
| Regno Unito       | 3                 |
| Repubblica Ceca   | 5                 |
| Romania           | 4                 |
| Russia            | 17                |
| Singapore         | 30                |
| Slovacchia        | 4                 |
| Spagna            | 23                |
| Stati Uniti       | 9                 |
| Sudafrica         | 27                |
| Svezia            | 12                |
| Svizzera          | 1                 |
| Ucraina           | 107               |
| Ungheria          | 9                 |

## Date di pubblicazione
| Paese       | Data           | Formato                      | Etichetta         | Nota   |
| ----------- | -------------- | ---------------------------- | ----------------- | ------ |
| Mondo       | 4 marzo 2025   | Download digitale, streaming | Top Dawg, Capitol | [ 46 ] |
| Italia      | 7 marzo 2025   | Contemporary hit radio       | EMI               | [ 47 ] |
| Regno Unito | 18 aprile 2025 | MC                           | Polydor UK        | [ 48 ] |
| Mondo       | 18 luglio 2025 | 7"                           | Capitol           | [ 49 ] |

## Riconoscimenti
- American Music Awards[12]
  - 2025 – Canzone dei social dell'anno

- MTV Video Music Awards[50]
  - 2025 – Candidatura alla canzone dell'anno
  - 2025 – Candidatura al video con un messaggio sociale
  - 2025 – Candidatura al miglior video hip-hop
  - 2025 – Candidatura alla miglior coreografia